# Punta Bunster
Punta Bunster (spanisch) ist der nordwestliche Ausläufer der Lemaire-Insel vor der Danco-Küste des Grahamlands auf der Antarktischen Halbinsel.
Wissenschaftler der 5. Chilenischen Antarktisexpedition (1950–1951) benannten sie nach Víctor Bunster del Solar, Kapitän des Schiffs Lientur bei dieser Forschungsreise.